# Josef Adamčík
Josef Adamčík (16. září 1863, Brno – 10. prosince 1919, Praha) byl český stavitel, geodet a profesor.

## Život
Studoval v letech 1880–1885 na brněnské technice a poté byl do roku 1896 zaměstnán jako stavitel ve státní službě. Např. v letech 1892–1896 se podílel na regulaci Dunaje. V roce 1896 byl jmenován docentem geodézie na báňské akademii v Příbrami a v roce 1899 se stal mimořádným a v roce 1903 řádným profesorem deskriptivní geometrie a geodézie. V roce 1906 přešel jako profesor geodézie na německou techniku do Prahy.
V roce 1901 vydal Compendium der Geodäsie (515 str.).